# سامرز (آرکانزاس)
سامرز (به انگلیسی: Summers) یک منطقهٔ مسکونی در ایالات متحده آمریکا است که در شهرستان واشینگتن، آرکانزاس واقع شده‌است. سامرز ۳۶۲٫۱۱ متر بالاتر از سطح دریا قرار دارد.